# Cratoneuron sulcatoirrigatum
Cratoneuron sulcatoirrigatum är en bladmossart som beskrevs av Meylan 1931. Cratoneuron sulcatoirrigatum ingår i släktet Cratoneuron och familjen Amblystegiaceae. Inga underarter finns listade i Catalogue of Life.